# Pat Gillick
Lawrence Patrick David Gillick (Chico, 22 agosto 1937) è un dirigente sportivo statunitense nella Major League Baseball (MLB).
È stato inserito nella National Baseball Hall of Fame nel 2011.

## Carriera
Dopo essere stato nello staff degli Houston Astros e dei New York Yankees, nel 1976 Gillick si trasferì ai neonati Toronto Blue Jays. Come loro general manager vinse cinque titoli di division (1985, 1989, 1991, 1992 e 1993) e due World Series nel 1992 e 1993. Dalle sue dimissioni nel 1994, Toronto non raggiunse più i playoff sino al 2015. Nel 1995, Gillick fu nominato general manager dei Baltimore Orioles. Anch'essi dopo il suo addio faticarono, non raggiungendo più una stagione con più vittorie che sconfitte fino al 2012.
Gillick divenne poi general manager dei Seattle Mariners, trasformandoli in candidati per il titolo. Fu Gillick a scambiare Ken Griffey, Jr. con Cincinnati su richiesta del giocatore per avvicinarsi alla famiglia. I Mariners raggiunsero i playoff per due anni consecutivi per l'unica volta nella storia della franchigia nel 2000 e 2001 e la squadra del 2001, con un record di 116–46, pareggiò il primato assoluto dei Chicago Cubs del 1906. La squadra tuttavia non riuscì a raggiungere le World Series in nessuna delle due stagioni e non raggiunse più i playoff durante la permanenza di Gillick, un digiuno che al 2017 non è ancora stato interrotto. Nel 2006, Gillick divenne il general manager dei Philadelphia Phillies, ritirandosi subito dopo averli condotti alla vittoria delle World Series 2008.

## Palmarès

### Club
- World Series: 3

Toronto Blue Jays: 1992, 1993
Philadelphia Phillies: 2008

### Individuale
- Sportivo dell'anno per The Sporting News - 1993
- Toronto Blue Jays Level of Excellence